# クレオパトラ (カクテル)
クレオパトラ (Cleopatra) は、カクテルの1種である。ショートドリンク（ショートカクテル）に分類される。パナマのバリエーションである。もう一段階飛び越して、アレキサンダーのバリエーションと言われることもある。なお、通常、クレオパトラは、ラムベースのカクテルに分類される。

## 標準的なレシピ
- ラム （通常、ライト・ラムを用いる）
- クレーム・ド・モカ
- 生クリーム

上記の材料を等量ずつ用いる。なお、香り付けのために、適量のナツメグも用いる。

### 作り方
ラム、クレーム・ド・モカ、生クリームをシェークして、カクテル・グラス（容量75〜90ml程度）に注ぐ。そこに適量のナツメグを振りかければ完成である。

### 備考
ラムを増量するレシピもある。

## 名称について
このカクテルは、アラビアン・ナイト（Arabian Night）と呼ばれることもある。

## バリエーション
- クレーム・ド・モカを、クレーム・ド・カカオに変えると、「パナマ」となる。
- クレーム・ド・モカをクレーム・ド・カカオに変え、ラムをブランデーに変えると、「アレキサンダー」となる。
- クレーム・ド・モカをクレーム・ド・カカオに変え、ラムをジンに変えた場合も、「アレクサンダー・シスター」となる。